# Elias Gonsalves
Elias Gonsalves (ur. 4 lipca 1961 w Chulne) – indyjski duchowny rzymskokatolicki, w latach 2012–2018 biskup Amravati, arcybiskup Nagpuru od 2018.

## Życiorys
Święcenia kapłańskie przyjął 11 kwietnia 1990 i został inkardynowany do archidiecezji bombajskiej. Przez wiele lat pracował w różnych parafiach archidiecezji. Od 2008 działał w organizacji Social Work – początkowo jako wicedyrektor, a od 2009 jako dyrektor.
11 lipca 2012 został prekonizowany biskupem diecezji Amravati. Sakry biskupiej udzielił mu 29 września 2012 kard. Oswald Gracias.
3 grudnia 2018 ogłoszono jego nominację na arcybiskupa metropolitę Nagpur.